# Plopsa
Plopsa is de benaming voor de overkoepelende groep (ook wel de Plopsa Group of Studio Plopsa genaamd) over de Plopsa-parken. In het verleden werd de naam ook regelmatig gebruikt voor diverse mediadoeleinden door de Vlaamse producent van kinderprogramma's Studio 100. De naam Plopsa is afgeleid van de eerste twee personages van Studio 100: Plop en Samson.
De Plopsa-groep beschikt over acht attractieparken en twee waterparken, in België, Nederland, Polen en Duitsland: Plopsaland Belgium (voorheen Plopsaland De Panne), Plopsa Indoor Hasselt, Plopsaland Ardennes, Plopsa Indoor Coevorden, Plopsaland Deutschland (voorheen Holiday Park Germany), Plopsaqua De Panne, Majaland Kownaty, Majaland Warsaw, Plopsaqua Landen-Hannuit en Plopsa Station Antwerpen. De Plopsa-parken zijn opgebouwd rond de populaire tv-figuren van Studio 100. Ze hebben elk een eigen gebied in de parken waar de attracties, decoratie en muziek volledig volgens hun leefwereld gethematiseerd zijn.

## Parken

### Pret- & waterparken
| Land      | Plaats            | Naam                     | Type      | Opening     | Opmerkingen |
| --------- | ----------------- | ------------------------ | --------- | ----------- | --- |
| België    | De Panne          | Plopsaland Belgium       | Pretpark  | 2000 (1935) | Geopend in 1935 als Meli Park, overgenomen in 1999 en heropend in 2000.                                                                                   |
| België    | De Panne          | Plopsaqua De Panne       | Waterpark | 2015        | |
| België    | Hasselt           | Plopsa Indoor Hasselt    | Pretpark  | 2005        | |
| België    | Antwerpen         | Plopsa Station Antwerp   | Pretpark  | 2021 (2017) | Geopend in 2017 als Comic Station Antwerp, overgenomen in 2019 en heropend in oktober 2021.                                                               |
| België    | Stavelot          | Plopsaland Ardennes      | Pretpark  | 2007 (1976) | Geopend in 1976 als Télécoo, overgenomen in 2005 en heropend in 2007.                                                                                     |
| België    | Hannuit en Landen | Plopsaqua Landen-Hannuit | Waterpark | 2020        | Door de COVID-19-pandemie-maatregelen mocht enkel het 25 meter bad open vanaf 11 december 2020, de rest van het waterpark opende op 10 juni 2021.         |
| Nederland | Coevorden         | Plopsa Indoor Coevorden  | Pretpark  | 2010        | |
| Duitsland | Haßloch           | Plopsaland Deutschland   | Pretpark  | 2010 (1971) | Geopend in 1971 als Märchenwald Haßloch, in 1973 hernoemd naar Holiday Park Germany, overgenomen in 2010 en hernoemd naar Plopsaland Deutschland in 2025. |
| Duitsland | Haßloch           | Plopsaqua Haßloch        | Waterpark | n.n.t.b.    | |
| Polen     | Torzym            | Majaland Kownaty         | Pretpark  | 2018        | Deze parken zijn voor 21% eigendom van Plopsa en voor 79% van Momentum Capital.                                                                           |
| Polen     | Warschau          | Majaland Warschau        | Pretpark  | 2022        | Deze parken zijn voor 21% eigendom van Plopsa en voor 79% van Momentum Capital.                                                                           |
| Polen     | Gdansk            | Majaland Gdansk          | Pretpark  | 2024        | Deze parken zijn voor 21% eigendom van Plopsa en voor 79% van Momentum Capital.                                                                           |
| Polen     | Katowice          | Majaland Katowice        | Pretpark  | 2026        | Deze parken zijn voor 21% eigendom van Plopsa en voor 79% van Momentum Capital.                                                                           |
| Tsjechië  | Praag             | Majaland Praha           | Pretpark  | 2021        | Dit park is eigendom van TNI Group en Kaprain onder licentie van Plopsa.                                                                                  |

### Overige
| Land      | Plaats     | Naam               | Type    | Opening       | Opmerking                                                                                        |
| --------- | ---------- | ------------------ | ------- | ------------- | ------------------------------------------------------------------------------------------------ |
| België    | De Panne   | Studio 100 Theater | Theater | 2013          |                                                                                                  |
| België    | De Panne   | Plopsa Hotel       | Hotel   | Februari 2021 | De opening van het hotel is uitgesteld vanwege de COVID-19-pandemie maatregelen.                 |
| België    | De Panne   | Plopsa Village     | Camping | 2021          | In 2021 openden de vernieuwde faciliteiten van de camping, de vakantiehuisjes openden eind 2024. |
| België    | Nieuwpoort | Plop-Up            | Winkel  | 2024          |                                                                                                  |
| België    | Wijnegem   | Plopsa Winkel      | Winkel  |               |                                                                                                  |
| Duitsland | Haßloch    | Holiday Park Hotel | Hotel   | n.b.t.        |                                                                                                  |

## Geschiedenis

### België
Eind 1999 nam Studio 100 het Meli Park in Adinkerke, in de kustgemeente De Panne, over. Na grondige verbouwingen in het pretpark, kreeg het park een nieuwe naam: Plopsaland. Sinds begin 2006 wordt de naam Plopsaland De Panne toegepast om duidelijk het verschil te maken met de andere Plopsa-pretparken. In 2011 opende er een overdekt gedeelte Mayaland over het figuurtje Maja de Bij. Op bepaalde dagen in de winter wordt Mayaland geopend terwijl de rest van het park gesloten blijft. Van zodra de naam Plopsaland Deutschland in het leven wordt geroepen, wordt ook de naam van Plopsaland De Panne aangepast naar Plopsaland Belgium.
Op 24 december 2005 opende in Hasselt een gloednieuw indoorthemapark: Plopsa Indoor Hasselt. Het is het eerste overdekte themapark in België.
Eind 2005 nam de groep Télécoo over. Sinds 15 juli 2007 heeft dit park de naam Plopsa Coo. Het park, gelegen aan de Watervallen van Coo, combineert attracties met natuuractiviteiten. De prachtige natuuromgeving leent zich hier uitstekend voor.
Op 14 juli 2013 werd in Plopsaland Belgium het Plopsa Theater geopend. Deze theaterzaal kan zowel gebruikt worden voor parkshows van Plopsaland als voor Studio 100-shows en shows die niets met Studio 100 of het park te maken hebben. De aangrenzende foyer met zijn spectaculaire luchters en hoge plafonds, kan ook gebruikt worden voor allerlei gelegenheden.
In 2015, meer bepaald op 22 maart, werd Plopsaland Belgium uitgebreid met Plopsaqua. De Plopsa Group verlegde daarmee zijn grenzen en zette deze keer met een groot subtropisch zwembad met allerlei zwembaden, glijbanen en faciliteiten neer. Het zwembad is gebaseerd op het figuurtje Wickie de Viking.
In de paasvakantie van 2017 opende in Plopsaland Heidiland, een zone die eruitziet als een Zwitsers dorpje en gebaseerd is de figuur Heidi.
In 2019 nam de groep stripthemapark Comic Station in Antwerpen-Centraal over. Dat zou deels omgevormd worden tot een Plopsa-themapark. Dit park heet thans Plopsa Station Antwerp.
In 2023 ontstond er contraverse en moest CEO Steve Van den Kerkhof opstappen na meldingen van grensoverschrijdend gedrag en van een "pestcultuur".

### Nederland
In 2008 liet Plopsa haar interesse zien voor een nieuwe locatie voor een nieuw pretpark naast Ahoy op Zuidplein. Deze locatie is echter nooit gebruikt voor plannen.
In 2010 trok de Plopsa Group de Belgische grens over en bouwde het in het Nederlandse Coevorden in Dalen het eerste Nederlandse Plopsa-park. Het park is, net zoals Plopsa Indoor Hasselt, een overdekt themapark en is gelegen nabij Center Parcs De Huttenheugte. Het park kreeg de naam Plopsa Indoor Coevorden en werd officieel geopend op 29 april 2010 en is sinds 30 april 2010 open voor bezoekers.

### Duitsland
Na de verovering van Nederland begin 2010 veroverde Plopsa op het einde van dat jaar ook Duitsland. Sinds 3 november 2010 is Plopsa de eigenaar van het themapark Holiday Park. In de eerste jaren na de overname werden sommige attracties en zones gethematiseerd naar Studio 100-figuren die in Duitsland bekend zijn zoals Das Haus Anubis, Maya de Bij en Wickie de Viking. In 2012 werd er een nieuwe ingangszone in gebruik genomen en opende er een outdoorversie van Mayaland. In 2019 is beslist 25 miljoen te investeren in een hotel en nieuwe attracties voor Holiday Park. 
Op 28 juni 2025 werd Holiday Park hernoemd naar Plopsaland Deutschland.

### Polen
In 2018 opende Plopsa samen met Momentum Capital, een Nederlandse investeringsmaatschappij, Mayaland Kownaty, een overdekt themapark in Torzym. Het is het eerste park waar Plopsa niet volledig eigenaar van is, het bedrijf bezit 21% van de aandelen. De overige aandelen, 79%, zijn in handen van Momentum Capital.
Op 27 september 2019 kondigde Plopsa en Momentum Capital aan een tweede themapark samen te openen in Warschau, Polen.

## Licenties
Door het succes van de computergeanimeerde reeksen van Maja de Bij, Wickie de Viking en Heidi zijn de figuurtje ook gegeerd in de rest van de wereld. In 2015 sloot Plopsa de eerste licentiecontracten af met Tsjechische investeerders en de Nederlandse private-equity-investeerder Momentum Capital om in Polen de Studio 100-figuurtjes te mogen gebruiken. In het Poolse park neemt Plopsa zelf een flinke participatie, in het Tsjechische park niet. In beide landen zal het in eerste instantie gaan om een Mayaland dat we kennen van Plopsaland Belgium en Plopsaland Deutschland. Ondertussen worden er ook met heel wat andere partijen gesprekken gevoerd.
We hebben momenteel meer dan 50 geïnteresseerde partijen met wie we praten. In China, de VS, Australië, Canada, noem maar op. Pas op, dat wil niet zeggen dat we overal deals zullen sluiten. We geven onze figuurtjes niet zomaar uit handen aan eender wie.— Steve Van den Kerkhof
Wie een licentie neemt op de Studio 100-figuren, krijgen toegang tot alle ontwerpen. Zowel de gekende standbeelden als de al ontwikkelde attracties. Op die manier moeten licentienemers geen ontwikkelingskosten meer maken. Verder kunnen ze rekenen op algemene ondersteuning, bijvoorbeeld bij het opstellen van een businessplan.

## Vroegere mediadoeleinden

### Plopsakrant
De Plopsakrant was een blad waarin spelletjes en artikels stonden waar de figuren van Studio 100 centraal stonden. Het blad verscheen voor de eerste keer in 2000 en eind 2003 voor de laatste keer. Ze verscheen gratis bij de Belgische krant Het Laatste Nieuws. Dit blad was de opvolger van de Samson en Gert-krant, die men iedere zaterdag gratis als bijlage kreeg bij Het Laatste Nieuws en bij de Gazet van Antwerpen. Na de Plopsakrant, kwam er voor kinderen bij Het Laatste Nieuws de Disneykrant. Vanaf 2010 zit er elke zaterdag een nieuwe bijlage bij: de Studio 100-krant.

### Plopsa TV
Plopsa TV was een kinderblok op Waalse televisiezender Club RTL. In dit kinderblok komen populaire programma's van Studio 100 voor, zoals Le Lutin Plop, Fred & Samson, Bumba, Wizzy & Woppy en Mega Mindy. In april 2011 werd Plopsa TV vervangen door Studio 100 Club.